# 1940 у телебаченні
Список 1940 у телебаченні описує події у сфері телебачення, що відбулися 1940 року.

## Події

### Без точних дат
- Початок мовлення нового тернопільського регіонального державного телеканалу «Тернопільська ОДТРК».
- Початок мовлення нового чернівецького регіонального державного телеканалу «Чернівецька ОДТРК».